# Мировая серия по регби-7 среди женщин
Мировая серия по регби-7 среди женщин (англ. World Rugby Women's Sevens Series), официальное англоязычное название HSBC Women's World Rugby Sevens Series (с указанием спонсора) — международный турнир по регби-7 среди женских национальных сборных, управляемый и организуемый World Rugby. Розыгрыш проводится с сезона 2012/2013 после проведения трёх турниров в рамках Кубка вызова IRB.
Турнир является аналогом чемпионата мира по регби, но проводится в несколько этапов на протяжении всего сезона между сильнейшими национальными женскими сборными мира по регби-7. Команды борются за победу, набирая очки в каждом этапе турнира — та команда, которая наберёт больше всех очков по итогам всех этапов, и станет победителем Мировой серии.

## История
Первый турнир прошёл в сезоне 2012/2013 и включал в себя четыре этапа на трёх континентах: этапы в Дубае, США, Китае и Нидерландах. Во втором розыгрыше сезона 2013/2014 прошли пять этапов, хотя изначально обещали провести шесть. Все страны, которые были формально хозяйками турниров прежнего розыгрыша, приняли участие в Мировой серии, а в сезоне 2013/2014 к ним присоединилась и Бразилия. В сезоне 2014/2015 прошли шесть этапов: в Дубае, Бразилии, США, Нидерландах, Канаде и Великобритании (Лондон), турниры в Китае не проводились. Сезон 2015/2016 состоял из пяти этапов: несмотря на исключение из списка мест проведений Лондона и Нидерландов, в турнире осталась одна европейская страна-хозяйка — Франция. В сезоне 2016/2017 прошли розыгрыши в Австралии и Японии.
Сезон 2017/2018 прошёл без этапов в США, поскольку там проводился чемпионат мира по регби-7. В сезоне 2018/2019 вернулся этап в США, который был перенесён из Лас-Вегаса в Денвер (окрестности Глендейла) и стал первым в хронологическом порядке; этап в Австралии по аналогии с мужским мужским этапом был перенесён с Сиднейского футбольного стадиона на Сидней Шоуграунд в связи с будущим сносом Сиднейского футбольного стадиона и строительства новой арены. Французский этап перенесён из Парижа в Биарриц и сдвинут на две недели вперёд по просьбе Французской федерации регби и World Rugby для повышения интереса со стороны зрителей.

## Турниры

### Предыдущий розыгрыш
Сезон 2019/2020 должен был включать в свой состав восемь событий: в связи с проведением Олимпиады в Токио был исключён из календаря японский этап. Шесть этапов проводились параллельно с мужскими этапами Мировой серии (отдельно проводились этапы в США и Канаде): в календарь были включены этапы в Новой Зеландии и ЮАР, проводимые параллельно с мужскими, а также ежегодный Гонконгский турнир (ранее был квалификационным турниром Мировой серии). Французский этап вернулся в Париж из Биаррица. Австралийский этап было решено проводить на стадионе Западного Сиднея. Однако из-за пандемии COVID-19 не были сыграны этапы в Лэнгфорде, Гонконге и Париже, вследствие чего Мировая серия была завершена досрочно, а победитель определился на базе промежуточных результатов после ближайшего проведённого этапа.
| Страна этапа   | Стадион и вместимость     | Город               | Проводится с |
| -------------- | ------------------------- | ------------------- | ------------ |
| США            | Инфинити Парк (5 000)     | Глендейл (Денвер)   | 2012/2013    |
| Дубай          | Севенс (50 000)           | Дубай               | 2012/2013    |
| ЮАР            | Кейптаун (55 000)         | Кейптаун            | 2019/2020    |
| Новая Зеландия | FMG Уаикато (25 800)      | Гамильтон           | 2019/2020    |
| Австралия      | Стадион Bankwest (30 000) | Сидней              | 2016/2017    |
| Гонконг        | Гонконг (40 000)          | Гонконг             | 2019/2020    |
| Канада         | Уэстхиллс (6 000)         | Лэнгфорд (Виктория) | 2014/2015    |
| Франция        | Жан-Буэн (20 000)         | Париж               | 2015/2016    |

### Ранее использовавшиеся стадионы
| Страна этапа | Стадион                       | Город             | Первый розыгрыш | Последний розыгрыш |
| ------------ | ----------------------------- | ----------------- | --------------- | ------------------ |
| Австралия    | Сиднейский футбольный стадион | Сидней            | 2016/2017       | 2017/2018          |
| Австралия    | Сидней Шоуграунд              | Сидней            | 2018/2019       | 2018/2019          |
| Франция      | Габриэль Монпье               | Клермон-Ферран    | 2015/2016       | 2016/2017          |
| Франция      | Парк де Спорт Агилера         | Биарриц           | 2018/2019       | 2018/2019          |
| США          | Би-би-ви-эй Компасс Стэдиум   | Хьюстон           | 2012/2013       | 2012/2013          |
| США          | Фифт Сёрд Бэнк Стэдиум        | Кеннесо (Атланта) | 2013/2014       | 2015/2016          |
| США          | Сэм Бойд                      | Уитни (Лас-Вегас) | 2016/2017       | 2016/2017          |

### Временно отменённые
| Страна этапа | Стадион и вместимость    | Город    | Начало розыгрыша |
| ------------ | ------------------------ | -------- | ---------------- |
| Япония       | Микуни Китакюсю (15 066) | Китакюсю | 2016/2017        |

### Этапы прошлых лет
| Страна этапа | Стадион и вместимость                                 | Город               | Начало розыгрыша | Конец розыгрыша |
| ------------ | ----------------------------------------------------- | ------------------- | ---------------- | --------------- |
| Китай        | Городской стадион Гуанчжоуского университета (50 000) | Гуаньчжоу           | 2012/2013        | 2013/2014       |
| Сан-Паулу    | Арена Баруэри (35 000)                                | Баруэри (Сан-Паулу) | 2013/2014        | 2015/2016       |
| Лондон       | Туикенем Ступ (14 800)                                | Лондон              | 2014/2015        | 2014/2015       |
| Амстердам    | Стадион НРЦА (10 000)                                 | Амстердам           | 2012/2013        | 2014/2015       |

### Спонсор
Первым и действующим генеральным спонсором Мировой серии по регби-7 с сезона 2015/2016 является банк HSBC, который ещё раньше стал спонсором мужской Мировой серии по регби-7 и продолжает оставаться таковым и поныне.

## Все результаты
Ниже представлены шесть лучших команд каждого сезона.
| Розыгрыш | Сезон     | Этапы        | Чемпион                    | 2-е место      | 3-е место | 4-е место | 5-е место | 6-е место |
| -------- | --------- | ------------ | -------------------------- | -------------- | --------- | --------- | --------- | --------- |
| I        | 2012/2013 | 4            | Новая Зеландия (74 очка)   | Англия         | Канада    | США       | Россия    | Австралия |
| II       | 2013/2014 | 5            | Новая Зеландия (96 очков)  | Австралия      | Канада    | Англия    | Россия    | Испания   |
| III      | 2014/2015 | 6            | Новая Зеландия (108 очков) | Канада         | Австралия | Англия    | США       | Франция   |
| IV       | 2015/2016 | 5            | Австралия (94 очка)        | Новая Зеландия | Канада    | Англия    | Франция   | США       |
| V        | 2016/2017 | 6            | Новая Зеландия (116 очков) | Австралия      | Канада    | Фиджи     | Россия    | США       |
| VI       | 2017/2018 | 5            | Австралия (92 очка)        | Новая Зеландия | Франция   | Канада    | США       | Россия    |
| VII      | 2018/2019 | 6            | Новая Зеландия (110 очков) | США            | Канада    | Австралия | Франция   | Англия    |
| VIII     | 2019/2020 | 5 (досрочно) | Новая Зеландия (96 очков)  | Австралия      | Канада    | Франция   | США       | Россия    |

## Формат
В матче по регби-7, согласно правилам игры, участвуют по 7 игроков от каждой команды, игра проводится на стандартном поле. Время — два тайма по 7 минут. В связи с сокращённым временем и количеством игроков матчи, как правило, более открытые и динамичные, а набор очков осуществляется намного быстрее. Упрощение правил открывает для игроков больше пространства и позволяет им проявить себя индивидуально.
Турниры по регби-7 проводятся в два дня: в первый день играются встречи группового этапа, во второй — матчи плей-офф, где и определяется победитель. Каждый турнир схож с мужским турниром: по завершении группового этапа проводятся также утешительные турниры для команд, не попавших в полуфинал или четвертьфинал. В каждом этапе Мировой серии по регби-7 среди женщин играет 12 команд, которые выбираются на основании регионального рейтинга сборных.

## Команды ядра
Незадолго до начала первого розыгрыша была составлена группа «команд ядра», которые гарантированно выступят на всех этапах Мировой серии — концепция была заимствована из мужской серии. Первое ядро насчитывало 6 сборных, во втором сезоне их число выросло до 8 — все они вышли в четвертьфинал московского чемпионата мира. Команду Бразилии в том сезоне пригласили принять участие во всех этапах Мировой серии — решение IRB было продиктовано стремлением помочь развить регби в стране накануне первого олимпийского турнира по регби-7 в Рио-де-Жанейро.
В сезоне 2014/2015 число команд ядра выросло до 11, и процесс квалификации был изменён, став схожим с отбором на мужскую Мировую серию. Семь лучших команд сезона 2013/2014 сохранили статус ядра, четыре команды определялись в 12-командном квалификационном турнире в Гонконге, прошедшем 12 и 13 сентября 2014 года.. После завершения сезона 2014/2015 World Rugby постановил сохранить в ядре 9 лучших команд, а квалификацию в Мировую серию провести в сентябре 2015 года.
| Команды ядра   | I | II | III | IV | V  | VI | VII | VIII |
| -------------- | - | -- | --- | -- | -- | -- | --- | ---- |
| Австралия      | • | •  | •   | •  | •  | •  | •   | •    |
| Бразилия       |   |    |     |    | •  |    |     | •    |
| Канада         | • | •  | •   | •  | •  | •  | •   | •    |
| Китай          |   |    | •   |    |    |    | •   |      |
| Англия         | • | •  | •   | •  | •  | •  | •   | •    |
| Фиджи          |   |    | •   | •  | •  | •  | •   | •    |
| Франция        |   |    | •   | •  | •  | •  | •   | •    |
| Ирландия       |   | •  |     | •  | •  | •  | •   | •    |
| Япония         |   |    |     | •  |    | •  |     |      |
| Нидерланды     | • |    |     |    |    |    |     |      |
| Новая Зеландия | • | •  | •   | •  | •  | •  | •   | •    |
| Россия         |   | •  | •   | •  | •  | •  | •   | •    |
| ЮАР            |   |    | •   |    |    |    |     |      |
| Испания        |   | •  | •   | •  | •  | •  | •   | •    |
| США            | • | •  | •   | •  | •  | •  | •   | •    |
| Итого          | 6 | 8  | 11  | 11 | 11 | 11 | 11  | 11   |

## Лучшие регбистки по сезонам
| Сезон | Этапов | Лучший бомбардир по очкам | Лучший бомбардир по попыткам | Лучшая регбистка года |
| ----- | ------ | ------------------------- | ---------------------------- | --------------------- |
| I     | 4      | Портия Вудман (105)       | Портия Вудман (21)           | Кайла Макалистер      |
| II    | 5      | Эмили Черри (195)         | Эмили Черри (33)             | Эмили Черри           |
| III   | 6      | Портия Вудман (?)         | Портия Вудман (52)           | Портия Вудман         |
| IV    | 5      | Жислен Лэндри (158)       | Портия Вудман (24)           | Шарлотта Кэслик       |
| V     | 6      | Жислен Ландри (269)       | Микаэла Блайд (40)           | Микаэла Блайд         |
| VI    | 5      | Портия Вудман (215)       | Портия Вудман (43)           | Микаэла Блайд         |
| VII   | 5      | Тайла Натан-Вонг (207)    | Эми-Ли Мёрфи-Кроу (35)       | Руби Туи              |

## Набор очков
Победитель Мировой серии определяется путём подсчёта суммы очков, набранных командами во всех этапах — побеждает команда с наибольшей суммой. Набор очков примерно такой же, как и в мужской Мировой серии, но с некоторыми отличиями.
С сезона 2016/2017 изменена система награждений — вместо розыгрыша Чаш (последние 4 команды), Тарелок (не вышедшие в полуфинал 4 команды) и Кубков (4 полуфиналиста) разыгрывается собственно кубок этапа. Три призёра награждаются золотыми, серебряными и бронзовыми медалями, не попавшие в полуфинал команды разыгрывают 5-е место, а не вышедшие в плей-офф команды борются за утешительный Трофей Вызова. В каждом турнире участвуют 12 команд: 9 команд ядра и 3 приглашённых команды.
| Место | Итог выступления                                  | Очки |
| ----- | ------------------------------------------------- | ---- |
| 1     | Обладатель Кубка, золотой медалист                | 20   |
| 2     | Финалист Кубка, серебряный медалист               | 18   |
| 3     | Победитель матча за 3-е место, бронзовый медалист | 16   |
| 4     | Проигравший матч за 3-е место                     | 14   |
| 5     | Победитель матча за 5-е место                     | 12   |
| 6     | Проигравший матч за 5-е место                     | 10   |
| 7     | Победитель матча за 7-е место                     | 8    |
| 8     | Проигравший матч за 7-е место                     | 6    |
| 9     | Обладатель Трофея Вызова                          | 4    |
| 10    | Финалист Трофея Вызова                            | 3    |
| 11    | Победитель матча за 11-е место                    | 2    |
| 12    | Проигравший матч за 11-е место                    | 1    |

Спорные моменты
При равенстве по очкам в конце сезона используются критерии для определения команды выше:
1. Разница в набранных и пропущенных очках за сезон.
2. Число занесённых попыток.
3. При равенстве показателей объявляется ничья.